# Thamnaconus analis
Thamnaconus analis är en fiskart som först beskrevs av Waite 1904.  Thamnaconus analis ingår i släktet Thamnaconus och familjen filfiskar. Inga underarter finns listade i Catalogue of Life.